# كريبي: الجار المخادع (فلم)
كريبي (باليابانية: クリーピー) فيلم ياباني من إخراج كيوشي كوروساوا، وبطولة هيدتوشي نيشيجيما. ومقتبس من رواية غموض للكاتب يوتاكا مايكاوا. عرض لأول مرة في 13 شباط 2016 في مهرجان برلين الدولي للأفلام الدورة 66.

## القصة
تدور قصة الفيلم حول ” تاكاكورا” المخبر السابق الذي يقابل صديقه ” نوغامي” ويبدأ معاً في دراسة قضية الأسرة المفقودة التي وقعت قبل 6 سنوات. ” تاكاكورا ” يعلم أن هناك واحد فقط من أفراد الأسرة مازال على قيد الحياة في هذه القضية. وفي نفس الوقت أنتقل هو وزوجته إلى منزل جديد مؤخراً. في ذات يوم تخبره ” ميو ” ان جارهم الجديد ” نيشينو ” ليس والدها وانها لا تعرفه.

## روابط خارجية
- مقالات تستعمل روابط فنية بلا صلة مع ويكي بيانات